# Germán Gullón
Germán Gullón (Santander, 21 de mayo de 1945-Países Bajos, 28 de junio de 2025) fue un crítico literario, profesor y escritor español, catedrático de Literatura Española y miembro del Amsterdam School for Cultural Analysis de la Universidad de Ámsterdam. Fue autor de dos libros de cuentos: Adiós, Helena de Troya y Azulete, y de tres novelas: Querida hija, La codicia de Guillermo de Orange, y Moncloa. Una mujer hace historia.

## Carrera
Hijo de Ricardo Gullón, su carrera de profesor universitario empezó tras conseguir la licenciatura en la Universidad de Salamanca (1969), donde escribió la tesina de fin de carrera con Fernando Lázaro Carreter y fue discípulo, entre otros, de Ricardo Senabre y de José Luis Pensado. Después hizo sus estudios de doctorado en la Universidad de Texas (Austin) (1970-1973). Su vida profesional discurrirá primero en la Universidad de Pensilvania (1973-1988), a donde llegó en 1973 con el nombramiento de assistant professor, el mismo año en que se incorporaba al distinguido claustro de Penn Gonzalo Sobejano en calidad de catedrático. Bajo la dirección de Russell P. Sebold, el Departamento de Español de Penn llegó a ser el número uno de EE. UU., y marcó un hito en la historia del hispanismo norteamericano, pues sus miembros conjugaban la investigación basada en el saber erudito con la investigación teórica. 
Allí Gullón obtuvo el premio a la enseñanza Lindback Award for Distinguished Teaching y su primer nombramiento de catedrático de Literatura Española. Ejerció además durante más de quince años como associate editor de la Hispanic Review. Posteriormente pasó a la Universidad de California (Davis), donde fue director del Departamento de Español y de Lenguas Clásicas, y formaría parte del claustro en el que enseñaban Samuel Armistead y Antonio Sánchez Romeralo, entre otros. Fue también profesor visitante en la Universidad de Santiago de Compostela (Teoría Literaria) y en Middlebury College, y catedrático invitado en la Universidad Carlos III de Madrid (2000-2001). También formó parte del Consejo Académico y Científico Asesor de la Universidad Isabel I.
Entre las distinciones que constan en su haber, además de un MA Honorario de la Universidad de Pensilvania, diversas becas, entre las que destacan la de la American Philosophical Society y la beca Guggenheim, esta última le permitió pasar en España un año investigando lo que luego sería uno de sus libros más celebrados, La novela moderna en España. Desempeñó asimismo la presidencia de la Asociación Internacional de Galdosistas y la dirección del Instituto Cervantes en Utrecht (1997-1998).
Gullón fue además jurado del Premio Nadal (2000-2016) y del Premio Ciudad de Valladolid. También fue crítico de El Cultural, donde ejerció como reseñista de la novela anglosajona, europea contemporánea y de ensayo crítico. Asimismo dirigió en la Biblioteca Cervantes Virtual el portal de Novela Española Contemporánea (662.000 visitas en 05-2007). Fue nombrado galdosiano de honor el 19 de junio de 2009. Premio de las Letras Ciudad de Santander, otorgado por la biografía, Galdós, maestro de las letras modernas, 2020. Falleció el 28 de junio de 2025, cerca de Ámsterdam.

## Crítico literario
La crítica literaria de Germán Gullón consta de tres facetas diferentes: la de autor de estudios literarios, la de editor de textos de la literatura española de los siglos XIX, XX y XXI, y la de crítico propiamente dicha. Como autor de estudios literarios destacaron sus trabajos sobre el siglo XIX y sobre el modernismo (fin de siglo y generación del 98). Su contribución fue muy importante, dentro de la línea de trabajos formalistas inaugurada por Ricardo Gullón, Fernando Lázaro Carreter, Franciso Rico y Darío Villanueva, pues es quien ha insistido en la importancia del modo en que se narran las obras y su inlfluencia en la configuración del significado. Sus ediciones supusieron también un hito en la edición de clásicos españoles modernos, pues tomaron un punto de partida original. En vez de asumir como se hace en la edición de textos clásicos que el texto es uno, que pertenece en exclusiva al autor del mismo, Gullón presentaba los textos editados en su contexto, y explicaba cómo el significado de los mismos va cambiando con el tiempo, es decir, consideraba al texto literario como vivo. También amplió el concepto de autoría, que no reducía al autor propiamente dicho, sino a cuantos contribuyen a la creación del texto, como el editor, al colección en que aparece, etcétera.
Un último aspecto de su perfil crítico lo constituía su pertenencia al grupo de españoles profesores de Literatura Española y Literatura Comparada como Claudio Guillén y Carlos Blanco Aguinaga, que nacidos en España realizaron su carrera universitaria en universidades norteamericanas de prestigio, Princeton, Harvard, Penn, además de haber sido también catedráticos en universidades españolas, Pompeu Fabra, del País Vasco y Carlos III respectivamente. Les unía asimismo su visión heterodoxa de la cultura española, vertebrada por el humanismo español, la Ilustración, la Institución Libre de Enseñanza, el pensamiento de los exiliados después de la guerra civil, es decir de cuestionamiento de las ideas recibidas. Como crítico literario ejerció en El Cultural del periódico El Mundo.

## Obra

### Estudios críticos
- (Coeditor) Teoría de la novela, Madrid, Taurus, 1974.
- (Coeditor) Surrealismo/Surrealismos; Latinoamérica y España, Filadelfia, University of Pennsylvania, 1977.
- El narrador en la novela del siglo XIX, Madrid, Taurus, 1976.
- La novela como acto imaginativo, Madrid, Taurus, 1983.
- La novela del XIX: Estudio sobre su evolución formal, Ámsterdam, Rodopi,1990
- La novela moderna en España (1885-1902): Los albores de la modernidad, Madrid, Taurus, 1992.
- La novela en la libertad: Introducción a la lectura cultural de la narrativa, Zaragoza, Tropelías, Universidad de Zaragoza, 1999.
- El jardín interior de la burguesía. La novela moderna en España (1885-1902, Madrid, Biblioteca Nueva, 2003.[4]
- Los mercaderes en el templo de la literatura, Madrid, Caballo de Troya, 2004.
- La modernidad silenciada: La cultura española en torno a 1900, Madrid, Biblioteca Nueva, 2006.
- Una Venus mutilada. La crítica literaria en la España actual, Madrid, Biblioteca Nueva, 2008.
- El sexto sentido. La lectura en la era digital, Vigo, Academia del Hispanismo, 2010.
- La novela de Galdós. El presente como materia literaria, Madrid, Isidora,2014.
- Galdós, maestro de las letras modernas. Biografía, Santander, Valnera, 2020. Premio de las Letras Ciudad e Santander 2020.
- Emilia Pardo Bazán o el tiempo de la mujer, Santander, Valnera, 2021.
- España, juguete del oportunismo. El desgaste nacional tras las elecciones del 23J, 2023, Sevilla, Renacimiento, 2024.

### Ediciones
- Sotileza, por José María Pereda, Madrid, Espasa Calpe,1999; 2a edición 2007.
- Niebla, por Miguel de Unamuno, Madrid, Espasa Calpe, 2006.
- Cándida otra vez, por Marina Mayoral, Madrid Castalia,1992.
- Primera memoria, por Ana María Matute, Barcelona, Destino, 1996.
- Historias del Kronen, por José Ángel Mañas, Barcelona, Destino, 1998; 6a edición, 2004.
- Edad de oro, por Juan Ramón Jiménez. Introducción, edición y notas de G. Gullón y Heilette van Ree, Obra poética, vol. II: Obra en prosa, Madrid, Espasa Calpe, 2005.
- Miau, por Benito Pérez Galdós, Madrid, Espasa Calpe, 1999; 9a edición, 2007.
- La desheredada, por Benito Pérez Galdós, Madrid, Cátedra,2000; 4a edición 2008.
- Doña Perfecta, por Benito Pérez Galdós, Madrid, Espasa Calpe, 2003; 8a edición, 2007
- Tristana, por Benito Pérez Galdós, Madrid, Espasa Calpe, 2006, 3a edición 2011.
- Fortunata y Jacinta[Antología de estudios críticos], Madrid, Taurus, 1986.
- El alquimista impaciente, por Lorenzo Silva, Madrid, Espasa Calpe, 2008.
- El 19 de marzo y el 2 de mayo, por Benito Pérez Galdós, Madrid, Biblioteca Nueva, 2008.
- Fortunata y Jacinta, por Benito Pérez Galdós, Madrid, Espasa Calpe, 2008, 7a edición, 2021.
- Cádiz, por Benito Pérez Galdós, Madrid, Espasa Calpe, 2011.
- Viajes de un desmemoriado, por Benito Pérez Galdós. Introducción, edición realizada con Jaime Alejandre, Madrid, Evohé, 2012.
- Diez novelas y un discurso, por Benito Pérez Galdós. Introducción, edición realizada con Francisco Estévez, Madrid, Cátedra, 2016.
- Electra, por Benito Pérez Galdós, Madrid, Biblioteca Nueva, 2021.
- Lecciones del ayer para el presente. Antología de textos políticos, por Benito Pérez Galdós, Madrid, Biblioteca Nueva, 2021.

### Novelas y cuentos
- Adiós, Helena de Troya, Barcelona, Destino, 1997

- Azulete, Barcelona, Destino, 2000

- Querida hija, Barcelona, Destino, 1999; Planeta D'Agostini, 2001
- La codicia de Guillermo de Orange, Barcelona, Destino, 2013
- Moncloa. Una mujer hace historia, Madrid, Vive Libro-Isidora Ediciones, 2014

### Otras publicaciones
- Prólogos a Benito Pérez Galdós Misericordia (Círculo de Lectores); Miguel Herráez La estrategia de la postmodernidad en Eduardo Mendoza(Barcelona, Ronsel, 1998); Ángel Ganivet, Los trabajos del infatigable creador Pío Cid (Granada, Diputación de Granada, 2000); (Estudio Preliminar) Ricardo Gullón, El destello (Santander, Universidad de Cantabria, 2003; Benito Pérez Galdós, La fontana de oro, La sombra, El audaz(Cabildo Insular de Gran Canaria) Torquemada en la hoguera (Editorial Periférica, 2006); Juan Miguel López Merino, Roger Wolfe (Lausanne, Hispanica Helvetica, 2006); José María de Pereda, Peñas arriba (Galaxia Gutenberg, 2006); Jacinta Cremades, Correspondencia entre Jean Cassou y Jorge Guillén (Zaragoza, El Justicia de Aragón, 2008); "Presentación", Teoría y análisis de los discursos literarios. Estudios en homenaje a Ricardo Senabre Sempere (Salamanca, Universidad de Extremadura, Universidad de Salamanca, 2009); Prólogo, Manuel Arce Papeles de una vida recobrada (Santander, Valnera, 2010); Vicente Blasco Ibáñez ¡Viva la República (Madrid, Salto de Página, 2011); Presentación: La poesía de Rosa Amor, Rosa Amor, Deshora de la conciencia (Madrid, Vive Libro, 2014).